# Alfred Zistler
Alfred Zistler (* 31. Oktober 1929 in Girm, Gemeinde Deutschkreutz; † 23. November 2009 in Eisenstadt) war ein katholischer Priester.

## Leben
Alfred Zistler trat 1946 in die katholische Studentenverbindung Frankonia ein und  empfing das Sakrament der Priesterweihe am 29. Juni 1954 im Wiener Stephansdom durch Kardinal Theodor Innitzer. Von der damaligen Apostolischen Administratur Burgenland wurde Zistler anfangs von 1954 bis 1956 als Kaplan in Pinkafeld und von 1956 bis 1958 in Lockenhaus eingesetzt, daran anschließend betreute er als Pfarrer die Pfarren Lockenhaus und Bad Sauerbrunn. Mit 1. September 1972 wurde Zistler zum Dom- und Stadtpfarrer von Eisenstadt ernannt, diese seelsorgliche Aufgabe im Dom St. Martin hatte er bis zu seiner Versetzung in den Ruhestand im November 1998 inne. Von 1972 bis 2005 war Zistler Kanoniker des Eisenstädter Domkapitels zum Hl. Martin und von 1998 bis 2004 Domkustos.
Zistler absolvierte ein Studium der Theologie und schloss dieses 1970 mit dem Magister ab; im gleichen Jahr wurde er zum bischöflichen Geistlichen Rat ernannt, 1986 zum Päpstlichen Ehrenkaplan und 1993 von Papst Johannes Paul II. zum Päpstlichen Ehrenprälat.
Im März 2009 wurde in Deutschkreutz im Burgenland das Caritas-Sozialzentrum „Haus Lisa“ eröffnet. Alfred Zistler stellte für die Errichtung des Sozialzentrums den Grund kostenfrei zur Verfügung.
Die Eisenstädter Bürgermeisterin Andrea Fraunschiel würdigte ihn in ihrem Nachruf: „Prälat Zistler erwarb sich in den vielen Jahren seiner Tätigkeit als Stadtpfarrer von Eisenstadt ein hohes Ansehen [...]. Als Bindeglied zwischen politischer Gemeinde und Pfarrgemeinde hat er sich in vielen Fragen zum Wohle der Bürger unserer Stadt eingesetzt. [...].“

## Auszeichnungen
- 1987: Großes Ehrenzeichen des Landes Burgenland
- 1989: Ehrenring der Landeshaupt- und Freistadt Eisenstadt
- 1989: Siegelring des Stadtpfarrers von Eisenstadt
- 1991: Berufstitel Professor
- 2004: Ehrenbürger der Marktgemeinde Deutschkreutz

## Schriften
- Geschichte der Juden in Deutschkreutz. In: Hugo Gold (Hrsg.): Gedenkbuch der untergegangenen Judengemeinden des Burgenlandes. Tel Aviv 1970[2]